# المستقلة (صحيفة عراقية)
صحيفة المستقلة صحيفة نصف شهرية باللغة العربية تصدر في بغداد، بالعراق.

## التاريخ والملف الشخصي
انطلقت صحيفة المستقلة بعد إزاحة صدام حسين. وكان رئيس تحريرها ضاري الدليمي ومدير التحرير مؤيد الصمصام.
أمرت سلطة الائتلاف المؤقتة بإغلاق الصحيفة في 22 تموز 2003، بعد اتهامها بنشر مقال يحرض القراء على "ارتكاب جريمة قتل". حيث اُعتُقل رئيس التحرير.

## طالع أيضًا
- الحوزة